# يوهان ويبر (سياسي)
يوهان ويبر هو سياسي سويسري، ولد في 19 يونيو 1828، وتوفي في 23 أبريل 1878. حزبياً، نشط في الحزب الديمقراطي الحر (سويسرا).